# 佐奈田義忠
佐奈田 義忠（さなだ よしただ）は、平安時代末期の相模国大住郡、現神奈川県平塚市真田に住んだ武将。岡崎義実の嫡男。真田義忠（『吾妻鏡』）、岡崎義忠とも称される。諱は義貞とも（『源平盛衰記』）。名字を佐那田と書く文献もある。

## 生涯

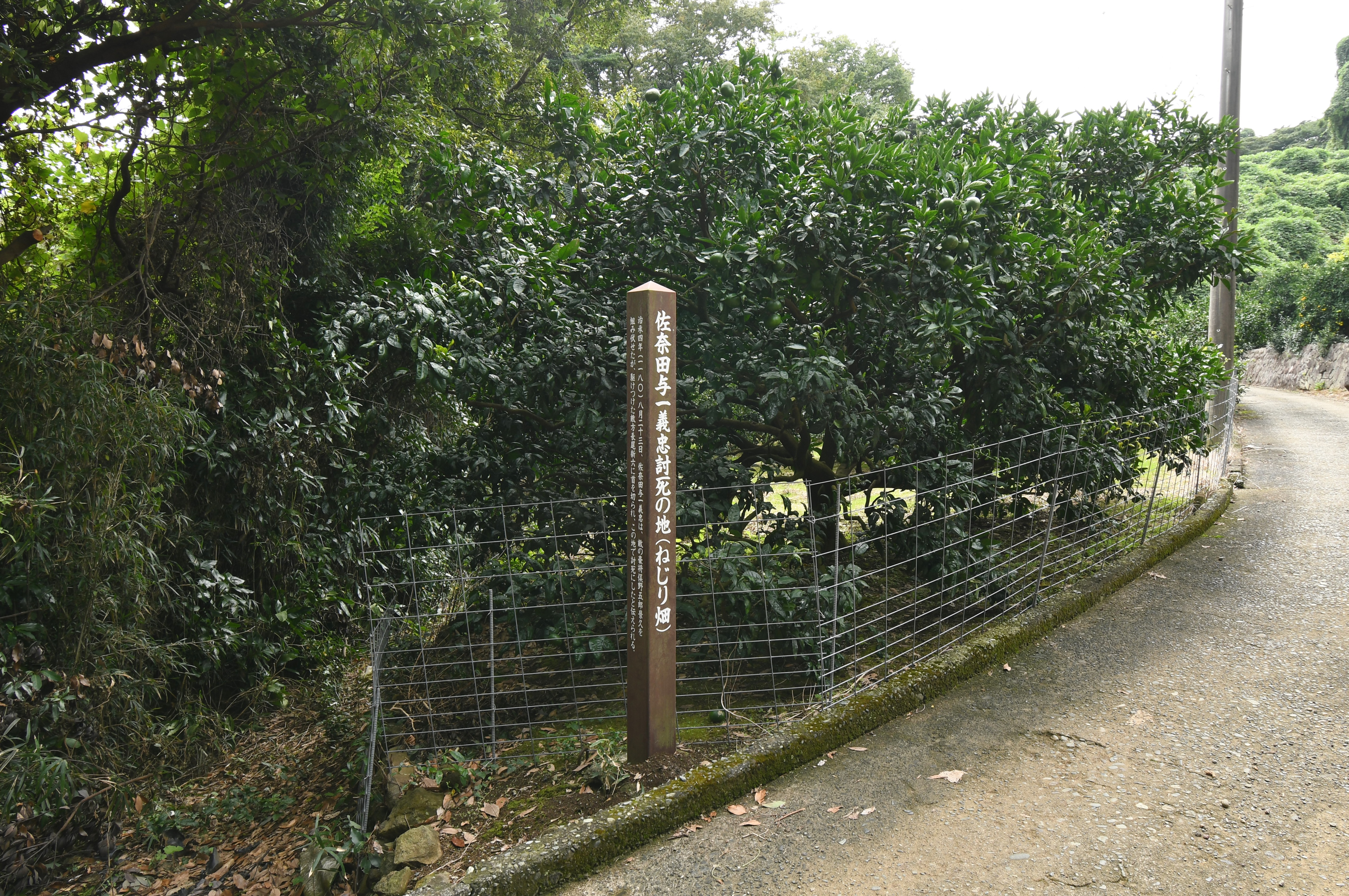
佐奈田与一義忠討死の地（神奈川県小田原市佐奈田霊社前）

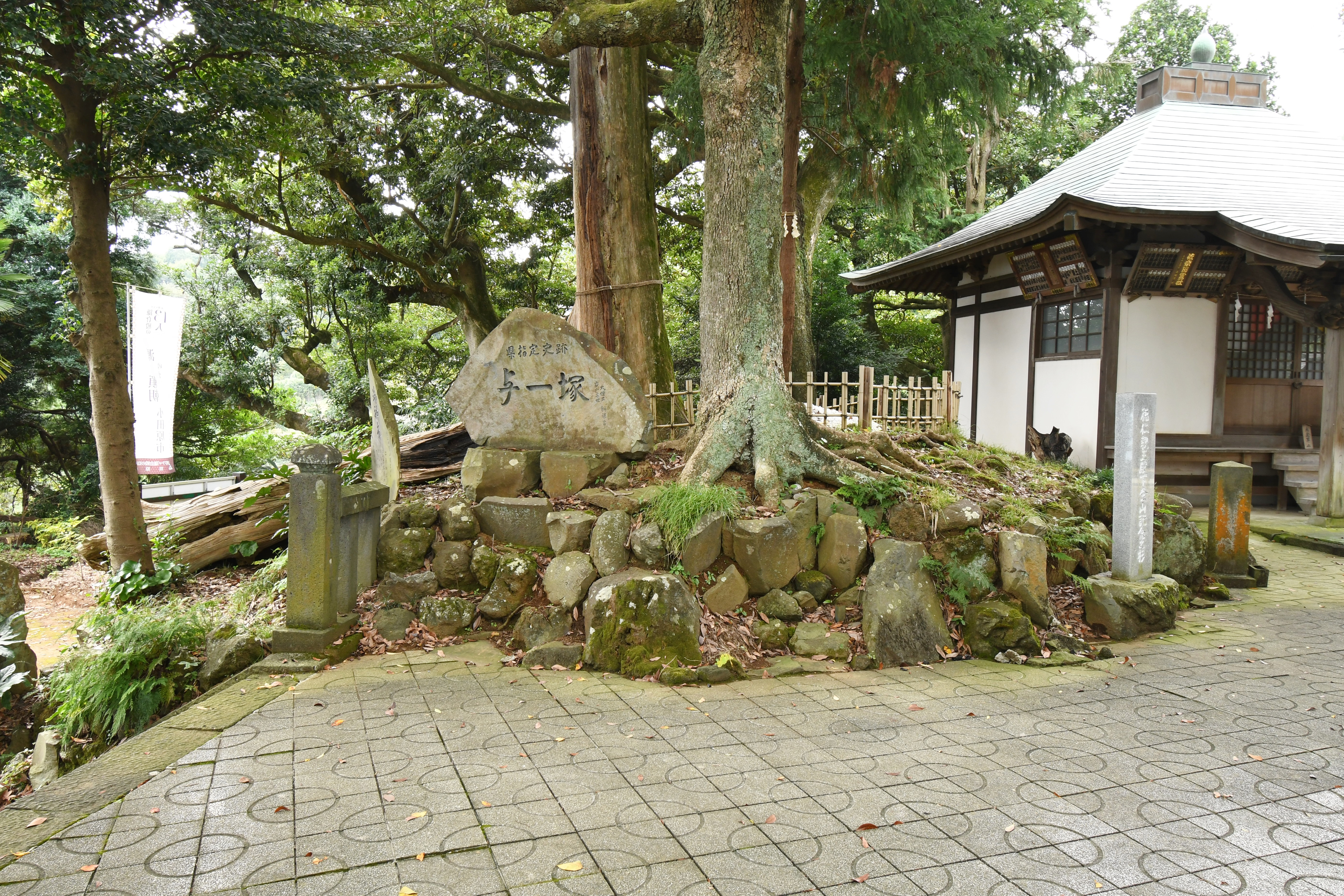
佐奈田義忠が葬られたという与一塚（神奈川県小田原市佐奈田霊社内）

久寿2年（1155年）、岡崎義実の子として誕生。父の義実は三浦義明の弟で、相模国大住郡岡崎に住したことから岡崎氏を称した。嫡男の義忠は岡崎の西方の真田（佐奈田）の地（平塚市真田）を領した。
治承4年（1180年）8月17日、父・義実とともに源頼朝の挙兵に参じ、山木兼隆館襲撃に加わった。
同年8月23日、頼朝の軍勢300余騎は大庭景親率いる平家方3000余騎と相模国石橋山で対陣した。佐奈田義忠（与一）の奮戦は『平家物語』や『源平盛衰記』に詳しい。父・義実の推挙により、頼朝は武勇優れる義忠に「大庭景親と俣野景久（景親の弟）の二人と組んで源氏の高名を立てよ」と先陣を命じた。義忠は討ち死にを覚悟し、57歳になる老いた郎党の文三家安に母と妻子の後事を頼もうとするが、家安は義忠が2歳の頃から親代わりにお育てしたのだからお伴をして討ち死にすると言い張り、義忠もこれを許した。
頼朝は義忠の装束が華美で目立ちすぎるだろうから着替えるよう助言するが、義忠は「弓矢を取る身の晴れの場です。戦場に過ぎたることはありますまい」と言うと白葦毛の名馬にまたがり、15騎を率いて進み出て名乗りを上げる。大庭勢はよき敵であると見て大庭景親、俣野景久、長尾新五、新六ら73騎が襲いかかった。
この合戦は夜間に行われ、その上に大雨で敵味方の所在も分からず乱戦となった。義忠は郎党の文三家安に自分は大庭景親か俣野景久と組まんと思っているから、組んだならば直ちに助けよと命じた。すると、敵一騎が組みかかってきた、義忠はこれを組み伏せて首をかき切るが、景親や景久ではなく岡部弥次郎だった。義忠は残念に思い、首を谷に捨ててしまった。
闇夜の乱戦の中、敵を探していると目当ての俣野景久と行き会った。両者は馬上組みうち、地面に落ちてころげ、泥まみれの格闘の末に義忠が景久を組み伏せた。暗闇のためにどちらが上か下か分からず、家安も景久の郎党も手が出せない。敵わじと思った景久は叫び声を上げ、長尾新五が駆け付けるがどちらが上下か分らない。長尾新五は「上が敵ぞ？下が敵ぞ？」と問うと、義忠は咄嗟に「上が景久、下が与一」と言う。驚いた景久は「上ぞ与一、下ぞ景久、間違えるな」と言う。とまどった長尾新五は手探りで鎧の毛を触り、上が義忠と見当をつけた。これまでと思った義忠は長尾新五を蹴り飛ばし、短刀を抜いて景久の首をかこうとするが、不覚にも鞘ごと抜き放って刺さらなかった。鞘を抜こうとするが先ほどの岡部の首を切った時の血糊で鞘が抜けず、そのうちに長尾新五の弟の新六が背後から組みかかり、義忠は首を掻き切られて討ち死にした。享年25（石橋山の戦い）。なお、主人を失った文三家安は奮戦して稲毛重成の手勢に討たれた。
頼朝が治承・寿永の乱で勝利し、武家政権をほぼ確立させた建久元年（1190年）正月20日、頼朝は三島、箱根、伊豆山参詣の帰りに、石橋山の与一と文三の墓に立ち寄り、哀傷を思い出し涙を流したという。また横浜市栄区上郷町の證菩提寺は頼朝が与一を弔うために建設し、1197年（建久8年）に完成したといわれる。
義忠の戦死した地には佐奈田霊社（神奈川県小田原市）が建てられている。義忠が組み合っていたとき、痰がからんで声が出ず助けが呼べなかったという言い伝えがあり、この神社は喉の痛みや喘息に霊験があるという。
江戸時代に入ると佐奈田与一は美男の人気者になり、多くの錦絵が描かれている。

## 参考資料
- 栄の歴史編集委員会『栄の歴史』栄区地域振興課 2013年（平成25年）3月
- 栄区地域振興課『栄区郷土史ハンドブック（第5刷）』横浜市 2015年（平成27年）3月

## 関連文献
- 「早川庄 石橋村 佐奈田與一義忠墳」『大日本地誌大系』 第37巻新編相模国風土記稿2巻之31村里部足柄下郡巻之10、雄山閣、1932年8月。NDLJP:1179210/77。